# Razor
Razor – szczyt w Alpach Julijskich, w Alpach Wschodnich. Znajduje się na terenie Triglawskiego Parku Narodowego w Słowenii. Sąsiaduje ze szczytami Prisojnik i Stenar. Dominuje nad dolinami Trenta na południu oraz Krnica na północy.